# Egyetemes gázállandó
Az egyetemes gázállandó jele: R
Az egyesített gáztörvény szerint az ideális gáz mólnyi mennyiségére vonatkozóan a
{\displaystyle {\frac {p_{1}V_{1}}{T_{1}}}={\frac {p_{2}V_{2}}{T_{2}}}=R=} állandó,
ahol p a gáz nyomása, V a gáz térfogata, T pedig a kelvinben mért hőmérséklete.
Az egyetemes gázállandó felírható az Avogadro-szám és a Boltzmann-állandó szorzataként:
{\displaystyle R=N_{A}\cdot k=6,02\cdot 10^{23}\ \mathrm {mol^{-1}} \cdot 1,381\cdot 10^{-23}\ \mathrm {J\cdot K^{-1}} =8,314\ \mathrm {J\cdot mol^{-1}\cdot K^{-1}} }
Az egyes mértékegységet nem jelöljük. Az Avogadro-szám és a Boltzmann-állandó is a molekulák darabszámára vonatkozik mint egységre: {\displaystyle [N_{A}]={\frac {db}{mol}}} és {\displaystyle [k_{B}]={\frac {J}{db\cdot K}}}
Az egyetemes gázállandó fizikai jelentése: 1 mol ideális gáz energiájának 1 K-re eső része, amely a térfogatváltozási munkából (a fizikai munkából) származtatható. Kapcsolata a fajlagos hőkapacitással: {\displaystyle C_{p}=C_{V}+R} (ahol az egyenlet jobb oldalán a moláris belső energia és a munkavégzés összege szerepel).